# Праве лібертаріанство
Праволібертаріанство, також відоме як лібертарний капіталізм або праве лібертаріанство, — це політична філософія та тип лібертаріанства, який підтримує капіталістичні права власності та захищає ринковий розподіл природних ресурсів та приватної власності. Термін «праволібертаріанство» використовується для відділення цього класу поглядів на природу власності та капіталу від ліволібертаріанства, різновиду лібертаріанства, який поєднує право власності на себе з егалітарним підходом до природних ресурсів. На відміну від соціалістичного лібертаріанства, праволібертаріанство підтримує капіталізм із вільним ринком. Як і більшість форм лібертаріанства, воно підтримує громадянські свободи, особливо природне право, негативні права, та суттєвий розворот сучасної держави загального добробуту.
Праволібертаріанська політична думка характеризується суворим пріоритетом свободи, необхідністю максимізувати сферу індивідуальної свободи та мінімізувати сферу державної влади. Праві лібертаріанці зазвичай розглядають державу як головну загрозу свободі. Цей антидержавний підхід відрізняється від анархістських доктрин тим, що він ґрунтується на безкомпромісному індивідуалізмі, який практично не приділяє уваги людській комунікабельності чи співпраці. Праволібертаріанська філософія також корениться в ідеях індивідуальних прав та економіки laissez-faire. Праволібертаріанська теорія індивідуальних прав зазвичай слідує принципу присадибної ділянки та трудової теорії власності, підкреслюючи, що люди мають абсолютне право на власність, вироблену їхньою працею. В економічному плані праволібертаріанці не роблять відмінностей між капіталізмом і вільними ринками і вважають контрпродуктивними будь-які спроби диктувати ринковий процес, підкреслюючи механізми і природу ринку, що саморегулюється, в той час як втручання держави і спроби перерозподілу багатства видаються незмінно непотрібними і контрпродуктивними. Хоча всі праві лібертаріанці виступають проти втручання держави, існує поділ на анархо-капіталістів, які вважають державу непотрібним злом та хочуть, щоб права власності захищалися без статутного права через створюване ринком деліктне, договірне та майнове право; та мінархістів, які підтримують необхідність мінімальної держави, часто називаної державою нічного сторожа, для забезпечення своїх громадян судами, армією та поліцією.
Незважаючи на вплив класичної ліберальної думки, а деякі розглядають праволібертаріанство як її відросток чи різновид, існують значні відмінності. Едвін Ван де Хаар стверджує, що «В Сполучених Штатах термін „лібертаріанство“ іноді використовується для позначення класичних лібералів. Але це помилково маскує відмінності між ними». Класичний лібералізм відмовляється віддавати пріоритет свободі над порядком і тому не виявляє ворожнечі до держави, яка є визначальною рисою лібертаріанства. Тому праві лібертаріанці вважають, що класичні ліберали виступають за надто велику участь держави, стверджуючи, що вони недостатньо поважають права індивідуальної власності і не довіряють роботі вільного ринку та його спонтанному порядку, що призводить до підтримки значно більшої держави. Праві лібертаріанці також не згодні з тим, що традиційні ліберали дуже підтримують центральні банки і монетаристську політику.
Як і лібертаріанці всіх сортів, праволібертаріанці називають себе лібертаріанцями. Будучи найбільш поширеним типом лібертаріанства у Сполучених Штатах, праволібертаріанство стало найбільш поширеним позначенням лібертаріанства, там з кінця 20-го століття, хоча історично та в інших країнах воно продовжує широко використовуватися для позначення антидержавних форм соціалізму, таких як анархізм і більше загальних лібертарного комунізму/лібертарного марксизму та лібертарного соціалізму. Приблизно за часів Мюррея Ротбарда, який популяризував термін лібертаріанець у США у 1960-х роках, анархо-капіталістичні рухи почали називати себе лібертаріанськими, що призвело до появи терміна праволібертаріанський для їхнього розрізнення. Сам Ротбард визнав кооптування терміна і похвалився його «захопленням […] у ворога». Критика праволібертаріанства включає етичні, економічні, екологічні, прагматичні та філософські проблеми, включно з тим, що у праволібертарівнства немає чіткої теорії свободи. Стверджується, що капіталізм laissez-faire не обов'язково призводить до найкращих чи найефективніших результатів, яке філософія індивідуалізму і політика дерегулювання не запобігає зловживання природними ресурсами.